# Srce neolitskega Orkneyja
Srce neolitskega Orkneyja je skupina neolitskih spomenikov na kopnem Orkneyjskih otokov na Škotskem. Ime je prevzel Unesco, ko je ta mesta decembra 1999 razglasil za svetovno dediščino.
Spletno mesto dediščine trenutno sestavljajo štiri mesta:
- Maeshowe – grob s komorami in prehodni grob, poravnan tako, da je njegova osrednja komora osvetljena na zimski solsticij. Izropali so ga Vikingi, ki so zapustili eno največjih zbirk runskih napisov na svetu.[1]
- Stones of Stenness – štirje preostali megaliti henge, od katerih je največji visok 6 metrov.[2][3]
- Ring of Brodgar – kamniti krog s premerom 104 metre, prvotno sestavljen iz 60 kamnov, nameščenih v okroglem jarku, globokem do 3 metre in širokem 10 metrov, ki tvori spomenik henge. Ocenjeno je bilo, da je konstrukcija trajala 80.000 delovnih ur.[4][5]
- Skara Brae – skupina osmih hiš, ki sestavljajo najbolje ohranjeno neolitsko vas v severni Evropi.[6]

Ness of Brodgar je arheološko najdišče med Ring of Brodgar in Stones of Stenness, ki je zagotovilo dokaze o stanovanjih, okrašenih kamnitih ploščah, masivnem kamnitem zidu s temelji in veliki stavbi, opisani kot neolitska 'katedrala'. Čeprav ni del svetovne dediščine, Ness of Brodgar »veliko prispeva k našemu razumevanju WHS« glede na Historic Scotland, ki upravlja večino najdišč.
Leta 2008 je Unesco izrazil zaskrbljenost zaradi načrtov lokalnega sveta, da bi »postavil tri velike 72-metrske vetrne turbine severozahodno od Stones of Stenness in Ring of Brodgar«, ki bi lahko poškodovale lokacijo. Leta 2019 je bila izvedena ocena tveganja za oceno ranljivosti lokacije na podnebne spremembe. Poročilo Historic Environment Scotland, Orkney Islands Council in drugih ugotavlja, da je celotno območje svetovne dediščine, zlasti Skara Brae, »izjemno občutljivo« na podnebne spremembe zaradi dvigovanja morske gladine, povečanih padavin in drugih dejavnikov; poudarja tudi tveganje, da bi Skara Brae lahko delno uničila ena neobičajno močna nevihta.
Prva uporaba indeksa podnebne ranljivosti za nepremičnino svetovne kulturne dediščine je potekala v središču neolitskega Orkneyja aprila 2019.